# Tranzault
Tranzault ist eine französische Gemeinde mit 347 Einwohnern (Stand: 1. Januar 2022) im Département Indre in der Region Centre-Val de Loire; sie gehört zum Arrondissement La Châtre und zum Kanton Neuvy-Saint-Sépulchre. Die Einwohner werden Tranzaltiens  genannt.

## Geographie
Tranzault liegt etwa 26 Kilometer südöstlich von Châteauroux. Das Gemeindegebiet wird vom Fluss Gourdon durchquert. Nachbargemeinden von Tranzault sind Mers-sur-Indre im Norden und Nordosten, Montipouret im Osten und Nordosten, Sarzay im Südosten, Fougerolles im Süden, Neuvy-Saint-Sépulchre im Süden und Westen sowie Lys-Saint-Georges im Westen und Nordwesten.

## Bevölkerungsentwicklung
| Jahr                      | 1962 | 1968 | 1975 | 1982 | 1990 | 1999 | 2006 | 2013 |
| Einwohner                 | 381  | 364  | 324  | 318  | 324  | 323  | 324  | 334  |
| Quelle: Cassini und INSEE |      |      |      |      |      |      |      |      |

## Sehenswürdigkeiten
- Kirche Saint-Pierre